# Shrek uvijek i zauvijek
Shrek uvijek i zauvijek (engl. Shrek Forever After) je računalno-animirani film iz 2010. godine animacijskoga studija DreamWorks Animation i četvrti i posljednji nastavak iz Shrek serijala. Redatelj filma je Mike Mitchell. Premijera je bila 21. svibnja 2010. godine u SAD-u, dok je u Hrvatskoj premijera bila 27. svibnja iste godine. Film je produciran po radnom nazivu "Shrek Goes Fourth". Kao i u prošlim filmovima autori filma će se oslanjati na poznate bajke.

## Radnja
Nakon svih pustolovina, borbe sa zmajevima, spašavanja princeze i ostalog, Shrek (hrv. Vedran Mlikota, engl. Mike Myers) je postao pravi obiteljski čovjek s uvijek dosadnom svakodnevicom. U potrazi za svojim starim i dobrim danima, potpisuje ugovor s lukavim  Cvilidretom (hrv. Vid Balog, engl. Walt Dohrn) koji bi mu trebao ponovno vratiti neki dan iz prošlog života, no on ga vara i uzima mu dan baš kada se Shrek rodio. Tako će se Shrek naći u sasvim drugoj dimenziji, u alternativnoj budućnosti u kojoj se on i Fiona (hrv. Renata Sabljak, engl. Cameron Diaz) nikada nisu susreli, u kojoj je baš on ugrožena vrsta, a Cvilidreta kralj. Ali ako se do izlaska sunca Shrek i Fiona poljube istinskom ljubavlju redovan tijek stvari će se vratiti, ali ako se to ne dogodi, Shrek će nestati. Cvilidreta šalje jato vještica da ga zaustave.

## Uloge i hrvatska sinkronizacija
| Ime              | Engleska verzija | Hrvatska verzija |
| ---------------- | ---------------- | ---------------- |
| Shrek            | Mike Myers       | Vedran Mlikota   |
| Princeza Fiona   | Cameron Diaz     | Renata Sabljak   |
| Magarac          | Eddie Murphy     | Krešimir Mikić   |
| Cvilidreta       | Walt Dohrn       | Vid Balog        |
| Mačak u čizmama  | Antonio Banderas | Sven Medvešek    |
| Kralj Harold     | John Cleese      | Pero Juričić     |
| Kraljica Lillian | Julie Andrews    | Mirela Brekalo   |
| Cokula           | Jon Hamm         | Goran Navojec    |
| Fritula          | Craig Robinson   | Bojan Navojec    |

Ostali glasovi: 
- Dražen Bratulić
- Martina Kapitan Bregović
- Ranko Tihomirović
- Mirela Brekalo
- Božidar Smiljanić
- Jadranka Krajina
- Božidar Peričić
- Ozren Opačić
- Jasna Bilušić
- Ivana Vlkov Wagner
- Žarko Savić
- Bojan Čulina
- Tanja Biškić
- Hrvoje Ivkošić

- Sinkronizacija: Duplicato Media d.o.o.
- Redateljica dijaloga i vokalne izvedbe: Ivana Vlkov Wagner
- Prijevod, prilagodba i tekstovi pjesama: Ivanka Aničić

## Unutarnje poveznice
- DreamWorks Animation
- Shrek
- Shrek 2

## Vanjske poveznice
- (engl.) Shrek uvijek i zauvijek - službene stranice
- (engl.) Shrek uvijek i zauvijek u internetskoj bazi filmova IMDb-a
- (engl.) Shrek uvijek i zauvijek na Rotten Tomatoes
- (engl.) Shrek uvijek i zauvijek na Box Office Mojo